# Toy Story
Vous lisez un « article de qualité » labellisé en 2010.
Pour les articles homonymes, voir Toy Story (homonymie).
Série Classiques d'animation Pixar
1 001 Pattes
(1998)
Série Toy Story
Toy Story 2
(1999)
Pour plus de détails, voir Fiche technique et Distribution.
Toy Story, ou Histoire de jouets au Québec, est un film d'animation américain réalisé par John Lasseter et sorti en 1995. Coproduit par les studios Disney, il est le premier long métrage d'animation en images de synthèse des studios Pixar. Le scénario, élaboré par Joss Whedon, Andrew Stanton, Joel Cohen et Alec Sokolow, est basé sur une histoire originale de John Lasseter, Pete Docter, Andrew Stanton et Joe Ranft.
Le film met en scène un groupe de jouets. Woody, une poupée représentant un cow-boy, et Buzz l'Éclair, une figurine d'astronaute, en sont les personnages principaux.
Toy Story a produit près de 362 millions de dollars de recettes dans le monde. Il a reçu des critiques très positives qui saluent à la fois l'innovation technique de l'animation et la qualité du scénario. Depuis 2005 — sa première année d'éligibilité —, il fait partie du National Film Registry.
En plus des sorties DVD, de nombreux produits dérivés sont apparus sur le marché : jouets, jeux vidéo, attractions, etc.
Le film a fait l'objet de trois suites au cinéma : Toy Story 2 réalisé à nouveau par John Lasseter en 1999, Toy Story 3 de Lee Unkrich en 2010, et Toy Story 4 de Josh Cooley en 2019.
La franchise comprend aussi une série télévisée dérivée, Les Aventures de Buzz l'Éclair (2000-2001) dont Buzz l'Éclair, le film : Le Début des aventures, long-métrage directement sorti en vidéo en 2000, constitue le prologue. Un film dérivé, Buzz l'Éclair, est sorti en salles en 2022.
On peut également retrouver les personnages de Toy Story dans les Toy Story Toons, qui sont trois courts métrages : Vacances à Hawaï (2011), Mini Buzz (2011) et Rex, le roi de la fête (2012), mais aussi dans deux moyens métrages : Toy Story : Angoisse au motel (2013) et Toy Story : Hors du temps (2014).

## Synopsis
Dans la chambre d'Andy, ses jouets se mettent à vivre leur propre vie dès qu'il sort de la pièce. Le jour de son anniversaire, quelques jours avant le déménagement de sa famille, c'est la panique puisque chacun craint d'être remplacé par un jouet neuf. Woody le cow-boy est le jouet préféré du jeune garçon et n'appréhende donc pas tellement cette fête. Mais Andy reçoit une figurine articulée d'astronaute, Buzz l'Éclair (« Buzz Lightyear » en version originale et québécoise). Très vite, il s'avère que Woody a « perdu sa place » de jouet préféré, au profit de Buzz. Il essaie toutefois d'accueillir Buzz dans le groupe des jouets d'Andy, mais l'astronaute ne sait pas qu'il est un jouet, mais pense qu'il est un Ranger de l'espace, employé par Star Command et ennemi du terrible empereur Zurg. Il pense aussi qu'il peut voler, ce que Woody conteste. Après une « démonstration » devant les jouets, ceux-ci l'applaudissent, à l'exception de Woody, qui « n'appelle pas ça voler » mais plutôt « tomber avec panache ». M. Patate, qui lui-même est jaloux de Woody dû à sa position de "Jouet favori d'Andy", est le premier à remarquer la jalousie naissante de Woody envers Buzz et ne manque pas une occasion pour se moquer du shérif.
Alors qu'Andy se prépare pour aller à Pizza Planète (« Pizza Planet » en version originale et québécoise), sa mère lui dit qu'il ne peut prendre qu'un seul jouet. Woody essaie alors de se débarrasser de Buzz en le faisant tomber dans un coin inaccessible de la chambre, mais échoue et Buzz se retrouve projeté à travers la fenêtre. Les autres jouets (surtout M. Patate et Bayonne) commencent alors à penser que Woody, jaloux, a essayé de tuer Buzz. Quant à Andy, ne trouvant plus Buzz, il s'empare de Woody pour aller à Pizza Planet. Buzz voit soudain Andy aller dans la voiture de sa mère avec Woody et grimpe dans le véhicule pour se venger de ce dernier. Lors d'un arrêt à une station-service, les deux jouets rivaux se battent, quittent même la voiture de la mère d'Andy, qui repart finalement sans eux.
Woody trouve un camion Pizza Planet et prévoit alors de monter dedans pour rejoindre Andy. Mais, redoutant le regard des autres jouets s'il revient seul, il demande à Buzz de venir avec lui. Arrivés à destination, les deux jouets finissent dans une machine attrape-peluche, où Sid, le voisin d'Andy, connu pour être un destructeur de jouets, les capture.
Buzz et Woody essaient désormais de s'enfuir de la maison de Sid avant le déménagement d'Andy. Cette maison renferme de nombreux jouets inquiétants ainsi que Scud, le chien méchant de Sid. Buzz voit alors une publicité pour la gamme de jouets Buzz l'Éclair, ce qui le choque profondément. Il veut se prouver qu'il peut voler, mais n'y arrive pas et se casse un bras. Déprimé, Buzz se sent incapable de participer au plan d'évasion de Woody. Ce dernier essaie d'obtenir l'aide des jouets d'Andy, situés dans la maison d'en face ; mais ceux-ci (en particulier M. Patate qui appréciait déjà peu Woody au début du film) lui en veulent toujours d'avoir essayé d'écarter Buzz et refusent de lui venir en aide en voyant le bras cassé de Buzz que Woody a accidentellement montré pour prétendre que Buzz était à côté de lui et qu'il allait bien. Tous les jouets d'Andy considèrent Woody comme fou, même Zig-Zag et la Bergère qui étaient proches de Woody perdent confiance en lui. En revanche, les jouets de Sid viennent en aide à Woody en refixant le bras de Buzz, qui se fait ensuite martyriser par Sid. Woody organise alors, avec les jouets de Sid, un plan de sauvetage de Buzz. Mais même après tous ces efforts, les deux jouets ne parviennent pas à rattraper la voiture de la mère d'Andy partie pour le déménagement.
Ils s'accrochent alors au camion de déménagement mais sont poursuivis par Scud. En sauvant Woody du chien, Buzz est éjecté du camion. Woody essaie de le sauver avec la voiture téléguidée d'Andy, mais M. Patate et les autres jouets ne lui font pas confiance et il est jeté par-dessus bord. Les jouets comprennent leur erreur lorsqu'ils aperçoivent Woody et Buzz sur la voiture téléguidée et les aident alors à les ramener sur le camion ; mais les piles de la voiture sont épuisées et les deux héros sont obligés d'allumer la fusée qu'avait fixée Sid sur le dos de Buzz pour décoller. Finalement, la voiture téléguidée rejoint les autres jouets dans le camion et Buzz et Woody rejoignent Andy dans la voiture. La famille et tous les jouets d'Andy arrivent finalement à bon port dans la nouvelle maison. Chaque jouet est à sa place et chacun s'en trouve heureux.
Au Noël suivant, la sœur d'Andy reçoit une Madame Patate tandis qu'Andy reçoit un véritable petit chien, ce qui ne rassure pas la tribu des jouets.

## Fiche technique
Sauf indication contraire, les informations mentionnées dans cette section peuvent être confirmées par la base de données cinématographiques IMDb,  présente dans la section « Liens externes ».
- Titre original : Toy Story
- Titre québécois : Histoire de jouets
- Réalisation : John Lasseter
- Scénario : Joss Whedon, Andrew Stanton, Joel Cohen et Alec Sokolow d'après une histoire originale de John Lasseter, Andrew Stanton, Peter Docter et Joe Ranft
- Musique : Randy Newman
- Direction artistique : Ralph Eggleston
- Son : Gary Rydstrom
- Montage : Lee Unkrich et Robert Gordon
- Production exécutive : Edwin Catmull et Steve Jobs
- Production déléguée : Ralph Guggenheim et Bonnie Arnold
- Sociétés de production : Pixar Animation Studios, Walt Disney Pictures
- Société de distribution : Buena Vista International
- Budget de production (estimation) : 30 000 000 $
- Budget publicitaire (estimation) : 35 000 000 $[2]
- Budget total : 65 000 000 $
- Pays de production :  États-Unis
- Langue de tournage : anglais
- Format : couleur — 1,78:1 — stéréo
- Genre : film d'animation en images de synthèse
- Durée : 81 minutes
- Dates de sortie :
  - États-Unis et Canada : 22 novembre 1995
  - France : 27 mars 1996

## Distribution
Sauf indication contraire, les informations mentionnées dans cette section peuvent être confirmées par les bases de données cinématographiques  présentes dans la section « Liens externes ».

### Voix originales
- Tom Hanks : Woody
- Tim Allen : Buzz Lightyear (Buzz l'Éclair)
- Don Rickles : Mr. Potato Head (M. Patate)
- Jim Varney : Slinky Dog (Zigzag)
- Wallace Shawn : Rex
- John Ratzenberger : Hamm (Bayonne)
- Annie Potts : Bo Peep (La Bergère)
- John Morris : Andy Davis
- Erik von Detten : Sid Phillips
- Laurie Metcalf : Mrs. Davis (Mme Davis)
- R. Lee Ermey : Sergeant (Le Sergent)
- Sarah Freeman : Hannah Phillips
- Penn Jillette : TV Announcer (Présentateur TV)
- Joe Ranft : Lenny / Magic 8 Ball / Mike (L'Àrsene) / RC (Karting ou Tout-Terrain au Québec)
- Jeff Pidgeon : Squeeze Toy Aliens (Aliens de jouets) / Mr. Spell (M. Alphabet) / Robot
- Jack Angel : Shark (Requin) / Rocky Gibraltar / Snake (Serpent)
- Debi Derryberry : Squeeze Toy Aliens (Aliens de jouets) / Troll / Pizza Planet Intercom (Interphone de Pizza Planète)
- Mickie McGowan : Mrs. Phillips (Mme Phillips)
- Andrew Stanton : Commercial Chorus (Chœur commercial)
- Hannah Unkrich : Molly Davis
- Phil Proctor : Bowling Announcer / Pizza Planet Guard 1 (Garde 1)
- Patrick Pinney : Pizza Planet Guard 2 (Garde 2)
- Brittany Levenbrown : Girl (Fille)
- Greg Berg : Green Soldier (Soldat vert)
- Nathan Lane : Timon
- Ernie Sabella : Pumbaa
- Randy Newman : soliste
- Spencer Aste, Cody Dorkin, Gregory Grudt, Sam Lasseter, Scott McAffe et Ryan O'Donohue : Andy's friends (amis d'Andy)
- Lisa Bradley, Kendall Cunningham, Bill Farmer, Craig Good, Danielle Judovits, Sherry Lynn, Jan Rabson et Shane Sweet : voix additionnelles

Galerie photo des acteurs
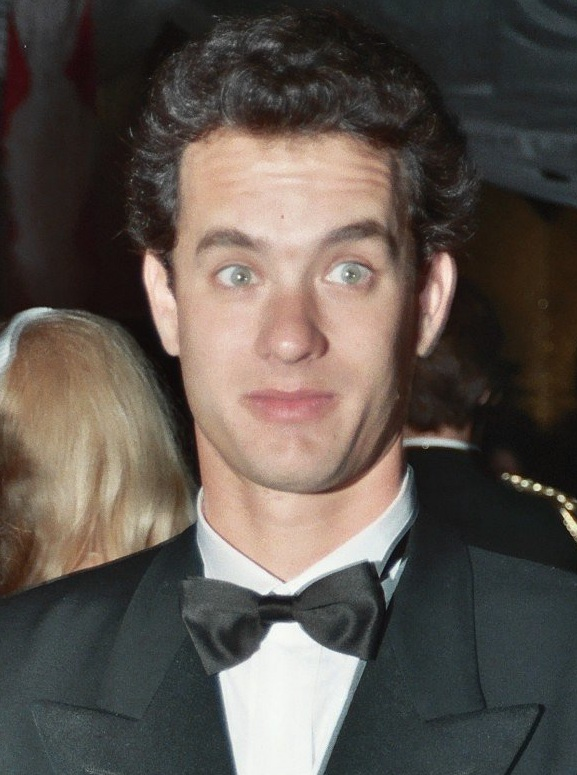
Tom Hanks
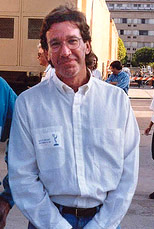
Tim Allen
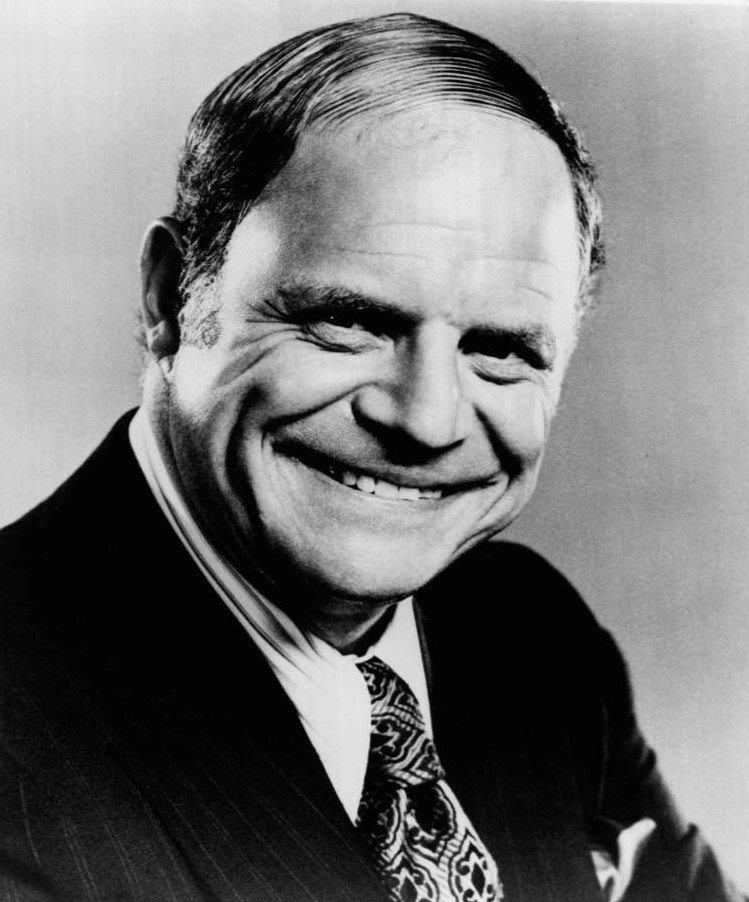
Don Rickles
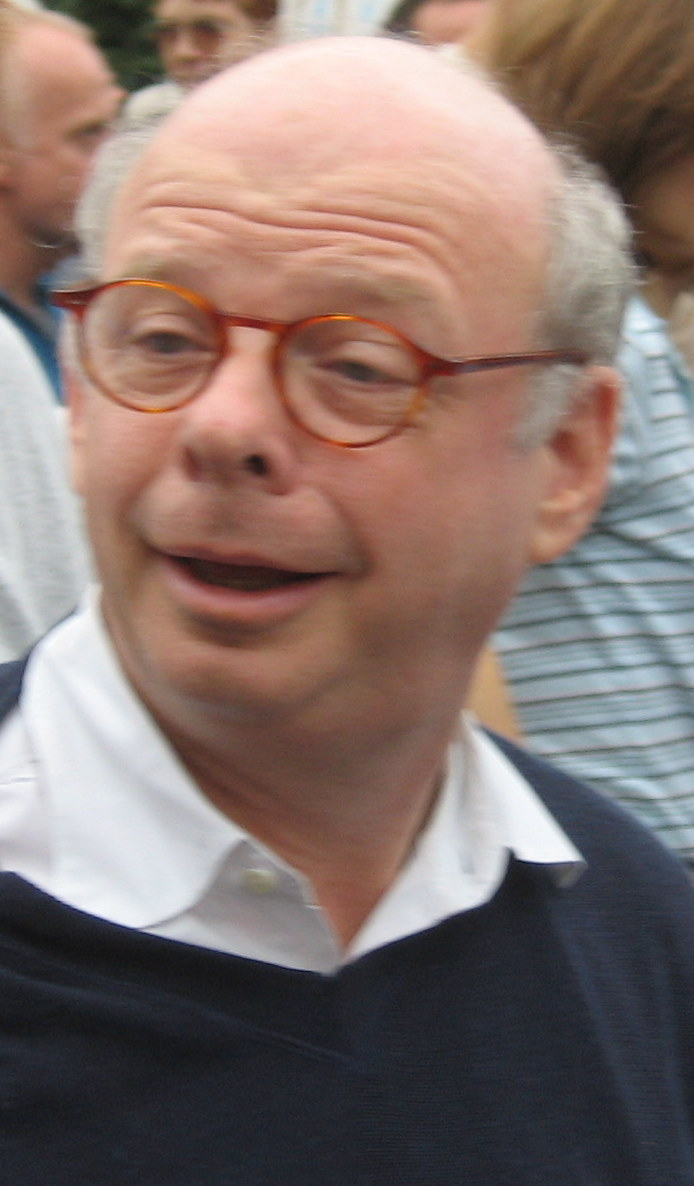
Wallace Shawn
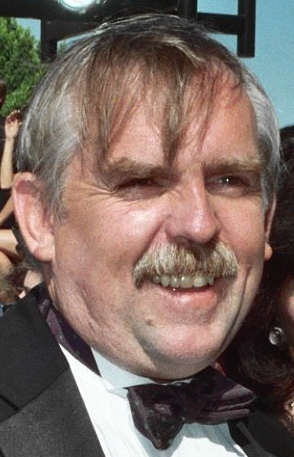
John Ratzenberger
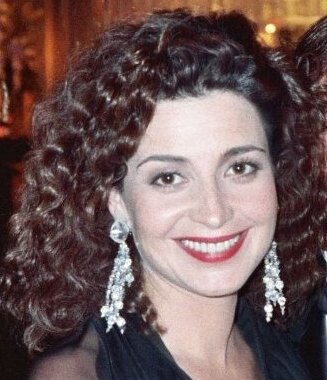
Annie Potts
R. Lee Ermey
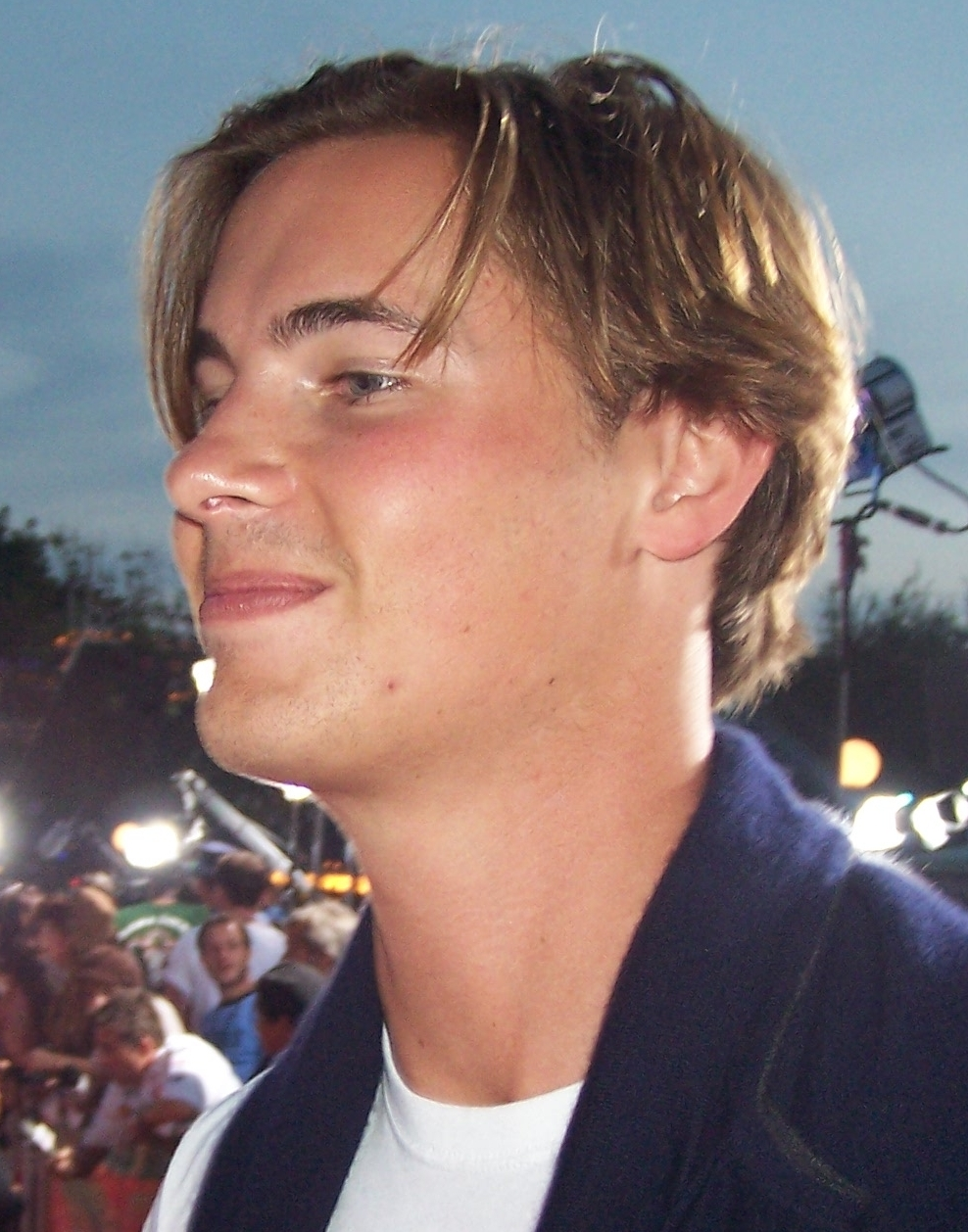
Erik von Detten
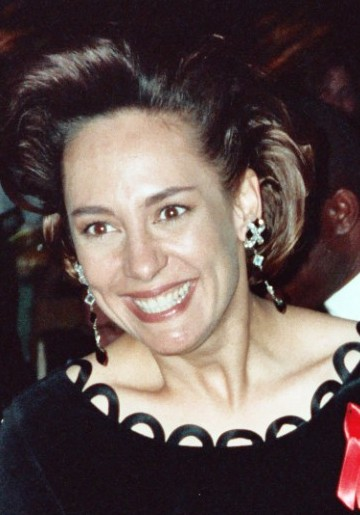
Laurie Metcalf

### Voix françaises
- Jean-Philippe Puymartin : Woody
- Richard Darbois : Buzz l'Éclair
- Jacques Ferrière : M. Patate
- Jacques Balutin : Zigzag
- Henri Guybet : Rex
- Patrick Préjean : Bayonne
- Rebecca Dreyfus : la Bergère
- Donald Reignoux : Andy Davis
- Christophe Lemoine : Sid Phillips
- Isabelle Ganz : Mme Davis
- Marc Alfos : le Sergent
- Charlyne Pestel : Hannah Phillips
- Gilles Tamiz : Les Aliens
- Charlélie Couture : soliste (chansons)
  - Voix additionnelles : Thierry Wermuth, Gilbert Lévy, Med Hondo, Élisabeth Wiener, Jacques Frantz, Thierry Ragueneau, Dominique Paturel, Michel Elias, Paul Nivet, Noémie Orphelin et Bernard Alane

### Voix québécoises
- Alain Zouvi : Woody
- Mario Desmarais : Buzz Lightyear
- Kim Jalabert : Andy Davis
- Nathalie Coupal : Bo Peep
- Benoît Rousseau : Hamm
- Louis-Georges Girard : M. Patate
- François Sasseville : Rex
- Marc Labrèche : Slinky
- Éric Jomphe : Sid Philips
- Natalie Hamel-Roy : Mme Davis
- Aubert Pallascio : le Sergent
- Sabrina Germain : Hannah Phillips
- Pierre Auger : présentateur télé
- Daniel Picard : Lénny et gardes robots
- Manuel Tadros : Mr. Spell
- Hubert Gagnon : chauffeur d'automobile
- Bernard Fortin : commentateur de quilles
- Boris Gambier et Violette Chauveau : Les votes sont annulés chez Pizza Planet
- Hélène Mondoux : Mme Phillips
- Éric Gaudry : soldat blessé
- Antoine Durand : livreur de pizza
- Violette Chauveau et Gilbert Lachance : des conducteurs en colère
- Michel Comeau : soliste
- Dominique Faure, Catherine Léveillé et Mary Lou Gauthier : Chœurs

 Source et légende : version québécoise (VQ) sur Doublage.qc.ca

## Origine et production

### Genèse d'une coproduction

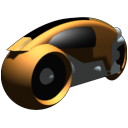
Light Cycle, véhicule présent dans le film Tron (1982).

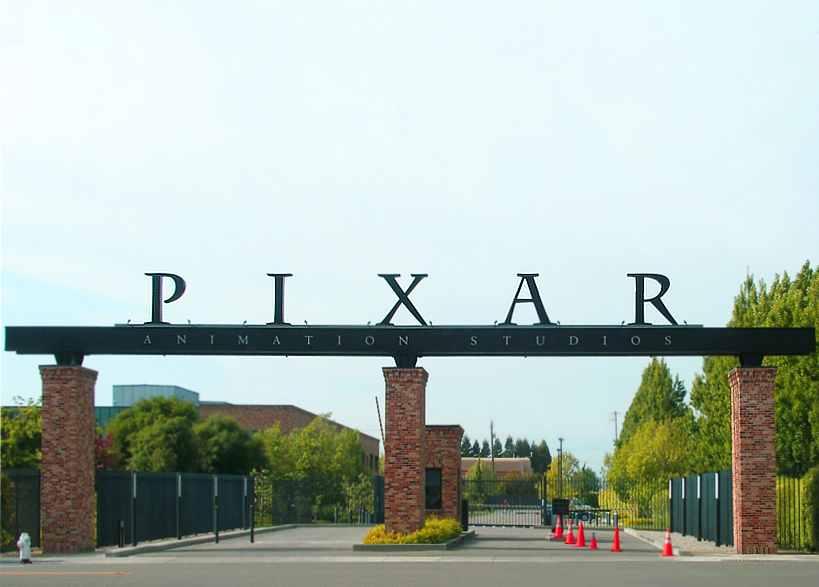
L'entrée des studios Pixar à Emeryville.

À la fin des années 1970, John Lasseter entre aux Studios Disney comme animateur et participe à la production de Rox et Rouky (1981). C'est à cette période que remonte sa première expérience dans le domaine de l'animation par ordinateur. Deux de ses amis lui font découvrir la scène du Light Cycle, issue du film Tron (1982). Cette expérience est une révélation qui le sensibilise aux possibilités offertes par l'animation par ordinateur. Lasseter travaille ensuite pour la division Lucasfilm Computer Graphics Group de Lucasfilm Ltd. qui, vendue par George Lucas à Steve Jobs, deviendra Pixar Animation Studios en 1986.
Le court-métrage oscarisé Tin Toy (1988) réalisé par Lasseter permet à Pixar d'espérer pouvoir réaliser son premier long métrage mais, comme le studio réalise une perte nette de 8,3 millions de $ en 1990, il doit chercher un partenaire financier. La société se sépare le 30 avril 1990 de sa division de matériel informatique.
Au début des années 1990, le studio Disney cherche de nouvelles formes d'animation comme l'animation en volume (L'Étrange Noël de monsieur Jack de Henry Selick, 1993) et à améliorer ses techniques de production avec par exemple le projet informatisé CAPS, collaboration entre les deux sociétés, mais aussi à produire un film en images de synthèse. Disney a déjà fait quelques utilisations de l'informatique comme dans La Belle et la Bête (1991). Ces éléments permettent à Disney et Pixar de se rapprocher. Bien que Lasseter soit un ancien de Disney, il préfère rester chez Pixar et lancer un projet commun.
C'est dans le cadre du projet CAPS qu'au début de l'été 1990, à l'approche de la fin de la production de Bernard et Bianca au pays des kangourous (1990), l'équipe de Pixar apprend l'intérêt de Disney pour une collaboration.
Les premières discussions commencent entre Ed Catmull, Avy Ray Smith et Peter Schneider, président de Walt Disney Feature Animation. Après quelques rencontres entre les membres de Pixar et ceux de Disney, c'est Jeffrey Katzenberg, le président du studio Disney, qui prend en main les négociations. Pixar propose une émission spéciale d'une demi-heure nommée A Tin Toy Christmas, pour gagner en expérience. Mais Katzenberg refuse cette proposition et autorise l'équipe de Pixar, lors de leur réunion au sein du studio Disney, à rencontrer les animateurs Disney pour les aider à faire non pas un moyen métrage mais un long métrage. Les discussions se poursuivent et aboutissent en mars 1991 à l'écriture d'un contrat pour un long métrage basé sur les personnages de Tin Toy, appelé Toy Story,.
Le 3 mai 1991, les deux parties s'accordent sur les termes du contrat, signé début juillet. Le journal The Hollywood Reporter révèle l'information le 12 juillet 1991 ; le contrat prévoit alors aussi deux autres films, aux noms pour le moment indéterminés, en contrepartie de quoi Pixar percevra 10 % des bénéfices,. Mais le contrat est beaucoup plus précis, il comporte plusieurs clauses dont la possibilité pour Disney d'arrêter à tout moment le projet (Pixar recevant 350 000 USD en compensation) ou de réécrire son propre scénario si celui de Pixar ne leur convient pas, et accorde à Disney la totalité des droits de toutes les productions dérivées. Une autre concerne les producteurs.
Le projet permet à Disney de profiter de l'avance de Pixar dans l'image de synthèse, tandis que Pixar utilise l'expérience de Disney dans la production de longs métrages. Le projet commence chez Pixar avec Edwin Catmull (président), John Lasseter, Ralph Guggenheim (producteur) et Bill Reeves (directeur technique). Leur première tâche a été de réaliser un film de 30 secondes pour tester la technologie. L'équipe, simplement 10 personnes dans l'arrière boutique d'un constructeur de matériel informatique, s'étoffe rapidement avec l'arrivée de Peter Docter et Andrew Stanton.

### Avant-projets et conception
Le concept de base du film est d'imaginer l'empilement des jouets d'une chambre d'enfant prendre vie. Selon Lasseter : « Cette chambre est un microcosme urbain, un melting pot pas si emmêlé ». En suivant ce concept, la principale tâche de l'équipe de production a été de retrouver l'essence physique et conceptuelle de chaque jouet, sa (ses) matière(s), ses textures, ses limitations techniques et en fonction de ces contraintes d'imaginer un caractère, une personnalité. Toutefois c'est d'abord à l'équipe du scénario de chercher une histoire forte et inoubliable.
Un premier scénario arrive rapidement à l'été 1991, mais Katzenberg le rejette car les personnages voulaient la même chose pour les mêmes raisons. Au départ, le premier jouet devait être Tinny, héros de Tin Toy, mais ce musicien mécanique dans son uniforme rouge était muet et « trop vieillot » pour devenir le personnage principal,. Une version intermédiaire selon Stanton était conçue comme la nouvelle de Rip Van Winkle, un jouet se réveille sur le bord d'une route et part à la recherche de ses propriétaires, c'était l'idée retenue pour l'émission A Tin Toy Christmas.

Il propose alors à Lasseter de faire un buddy movie et de s'inspirer de films comme 48 heures (1982) et La Chaîne (1958), des films centrés sur deux personnages qui malgré leur opposition doivent coopérer, gagnant un respect mutuel. 

« C’est un genre que personne n’avait réellement exploré dans le domaine de l’animation. Nous y avons vu un grand potentiel pour réaliser un film avec des personnages forts. L’idée de base d’un « buddy movie », c’est de mettre en scène deux personnages aux caractères résolument opposés et de les placer dans une situation qui les oblige à collaborer et à se remettre en cause. Cela permet de traduire à l’image toutes les étapes de leur évolution, et cela offre de grandes possibilités en termes d’interprétation. »

— John Lasseter
Une nouvelle version du scénario, écrite par Lasseter, Stanton et Docter, est présentée en septembre 1991 avec Tinny et une marionnette de ventriloque du genre Charlie McCarthy et ayant appartenu au père d'Andy. L'idée au centre de l'histoire est la confrontation de deux personnages qui développent petit à petit une amitié,. Cette relation entre un ancien et un nouveau jouet permet d'explorer des territoires complexes en émotions. La création des personnages principaux, à savoir l'ancien et le nouveau jouet préféré d'Andy, n'a pas été aisée.
Tinny est ensuite remplacé par une figurine militaire de type G.I. Joe, jouet préféré de Lasseter, avant de se doter d'un thème spatial, d'après le jouet des années 1960 Major Matt Mason. De plus, la société Hasbro a refusé l'usage du G.I. Joe, mais a autorisé celui de M. Patate,. Selon le magazine EW, le refus était motivé par la mauvaise image donnée par un personnage G.I. Joe attaché à un pétard M-80, même renommé Combat Carl. Tinny est alors rebaptisé Lunar Larry puis Tempus from Morph.
Les personnages devant s'opposer mais partager des traits communs, afin d'avoir un meilleur scénario autour de l'astronaute, l'ancien jouet est alors devenu un cow-boy, les deux genres cherchant à conquérir une frontière. Il est baptisé Woody d'après l'acteur afro-américain Woody Strode mais reste une marionnette de ventriloque. Les deux personnages Woody et Tempus sont présentés en juin 1992 à Disney dans un test de 30 secondes. Mais comme Disney souhaite que le film vise à la fois un public jeune et un public adulte, la compagnie demande à revoir les personnalités de Woody et Tempus et que des références pour adultes soient ajoutées. Un des problèmes de Woody est que les marionnettes de ventriloque ont récemment été associées aux films d'horreur. Lasseter se base alors sur une poupée de Casper le gentil fantôme, munie d'une ficelle pour la voix, pour transformer Woody, réduisant en plus sa taille, très proche de celle de Tempus et permettant un meilleur antagonisme. Woody a conservé une trace de la poupée de ventriloque avec sa corde parlante. Le reste de la personnalité de Woody a été développé sur l'acteur choisi pour lui prêter sa voix (voir ci-après). L'ajout de ce personnage spatial, brièvement nommé Buzz the spaceman, modifie le scénario. Finalement le personnage spatial est baptisé Buzz Lightyear (Buzz l'Éclair), en référence à l'astronaute Buzz Aldrin.
Dans les premiers scénarios, le lieu de détente de la famille était une combinaison entre une pizzeria et un golf miniature, avec des scènes comiques autour des éléments du golf. Ce n'est qu'avec l'arrivée de Buzz qu'il se transforme en quelque chose qui peut évoquer un spatioport, la pizzeria Pizza Planet, mélange de diner des années 1950, d'une salle d'arcade des années 1990 et d'un fast-food au décor de science-fiction. Les plans du restaurant et de sa salle de jeu sont si détaillés qu'ils auraient pu être construits pour de vrai, l'équipe chargée de les concevoir ayant travaillé comme des architectes. En octobre 1992, Joe Ranft rejoint Pixar et aide au développement du scénario.
Le nouveau scénario de Toy Story est fortement influencé par les idées du scénariste Robert McKee, et connaît de nombreuses modifications avant d'être finalisé. Le scénario initial est l'œuvre de Lasseter, Schneider, Schumacher, Andrew Stanton, Pete Docter et Joe Ranft, ancien de chez Disney. Comme son contrat l'autorise, Disney fait appel à Joel Cohen, Alec Sokolow et, plus tard, Whedon, pour aider le développement du scénario,.
Au bout d'une année de production, la productrice Bonnie Arnold vient aider Guggenheim, apportant son expérience des films d'action comme Danse avec les loups (1990). Son arrivée prévue par le contrat de juillet 1990 était un souhait de Disney d'avoir deux producteurs, Guggenheim côté Pixar et Arnold côté Disney. Le duo a conçu un système budgétaire pour assurer la productivité du studio Pixar. Du côté de chez Disney, Kathleen Gavin assure la coordination des projets spéciaux en tant que vice-présidente, ayant déjà coproduit L'Étrange Noël de monsieur Jack.
Joss Whedon vient aider à l'écriture du scénario durant quelques mois avant qu'il soit connu comme le créateur de la série Buffy contre les vampires (débutée en 1997). Whedon avait proposé de faire de Barbie un personnage qui sauverait Woody et Buzz à la fin du film, dans un tenue de commando à l'image de Sarah Connor dans Terminator 2 : Le Jugement dernier, élément qu'il avait déjà imaginé en 1992 pour le film Buffy, tueuse de vampires,. L'idée fut abandonnée après le refus de Mattel, propriétaire de la licence Barbie. Le producteur Ralph Guggenheim a déclaré que Mattel n'avait pas accepté l'utilisation de Barbie dans le film car « Mattel pense que les filles qui jouent avec des poupées Barbie projettent leurs personnalités sur la poupée. Si vous donnez à la poupée une voix et que vous l'animez, vous lui donnez une personnalité qui ne correspond pas à l'idéal de chaque petite fille ». Les poupées Barbie apparaîtront, cependant, dans les suites du film, Toy Story 2 et Toy Story 3.
Disney a donné officiellement son feu vert pour le film le 19 janvier 1993, date à laquelle le casting des voix a pu commencer,.

### Choix des interprètes
Lasseter avait toujours voulu que Tom Hanks soit la voix originale de Woody, affirmant que Hanks « a la capacité de prendre des sentiments et de les rendre émouvants »,. Même si le personnage, comme celui de Une équipe hors du commun (1992) est pauvre et méprisable. » De rapides séances de test, utilisant la voix de Hanks dans Turner et Hooch (1989), ont convaincu ce dernier de signer pour le film,.
Billy Crystal a été approché pour la voix de Buzz mais a refusé le rôle, ce qu'il a ensuite regretté, bien qu'il ait quelques années plus tard joué la voix originale de Bob Razowski dans un autre succès de Pixar, Monstres et Cie (2001),. Katzenberg propose alors le rôle à Tim Allen, déjà apparu dans la série télévisée Papa bricole, et celui-ci accepte après une session de test faite à Détroit.
Toy Story est le premier rôle dans un film d'animation à la fois pour Hanks et pour Allen.
Lasseter voulait que Don Rickles fasse la voix de M. Patate. Afin de le persuader, Lasseter, Thomas Schumacher et quelques personnes lui ont rendu visite avec une figurine de M. Patate. Par accident, Lasseter a fait tomber le chapeau melon de la figurine qui, sans cet accessoire, avait une forte ressemblance avec Rickles, chauve. Cet incident a permis de détendre l'atmosphère et finalement Rickles a accepté. La recherche de l'acteur pour Zigzag a été plus longue car l'équipe cherchait un acteur avec un accent ironique. Ne parvenant pas à trouver ce qu'ils voulaient, un jour Schumacher proposa de changer d'optique et d'avoir un accent rural, ce que l'acteur Jim Varney représentait assez bien. Ce dernier accepta. Ce choix a par la suite obligé les équipes artistiques à modifier légèrement Zigzag (voir ci-après).

### Musique et chansons
Lasseter ne voulait pas faire de Toy Story un film musical comme l'ont été les précédentes productions de Disney telles que La Petite Sirène (1989), Aladdin ou Le Roi lion. Initialement, Disney avait toutefois voulu privilégier le format musical, faisant valoir que « Nous suivons la voie des films musicaux. Les personnages qui se mettent à chanter constituent un raccourci important ».
Disney et Pixar sont finalement parvenus à un accord respectant le choix de Lasseter : pas de comédie musicale et pas de personnage qui chante, mais des musiques accompagnant et soulignant l'action. Chris Montan, responsable musical chez Disney depuis le milieu des années 1980, contacte Randy Newman pour lui demander d'écrire les chansons de Toy Story. Ce dernier n'avait alors jamais composé de musique pour un film d'animation. Lasseter a déclaré que « Ses musiques sont émouvantes, profondes et satiriques, il apportera une touche émotionnelle à chaque scène ». Newman accepte et présente sa première composition, Je suis ton ami, le 26 mars 1993 à Lasseter, Guggenheim, Arnold et Montan au siège de Disney à Burbank. Newman a composé la chanson phare du film Je suis ton ami (ou T'as trouvé un ami au Québec et You've Got a Friend in Me en version originale) en un jour. La chanson la plus difficile à composer selon Newman a été I Will Go Sailing No More (Jamais plus je ne volerai) en raison du changement de sentiment à rendre en plein milieu, passant « d'une lamentation plaintive et mordante à un cri de défi.
La version française quant à elle, est composée de onze chansons instrumentales, trois versions françaises interprétées par CharlÉlie Couture et d'une chanson dans sa version originale en anglais.

### Woody insupportable, arrêt du projet
Pixar présente un avant-projet du film à Disney le 19 novembre 1993,. Le résultat est désastreux car Woody est présenté comme un « imbécile sarcastique », un personnage insupportable. Le président de Walt Disney Feature Animation, Peter Schneider, arrête immédiatement la production en attendant qu'un nouveau scénario soit préparé et approuvé par Disney. Steve Daly mentionne une réunion similaire tenue par Joe Ranft en date du 17 novembre 1993 avec le même résultat. Il précise que l'animation avait déjà commencé et a dû être arrêtée.
Dans cette version, Woody trompe les autres jouets et crie sur Zigzag, pousse intentionnellement Buzz, le mène vers le jardin de Sid. Lasseter demande alors à Disney d'attendre un peu le temps de modifier le scénario afin d'éviter de devoir licencier toute l'équipe de production chez Pixar et que le studio Disney produise le film seul. Pixar parvient à survivre à cet arrêt en se repliant sur ses anciennes activités en attendant que le scénario soit réécrit,.
Le nouveau scénario fait de Woody un personnage plus sympathique, grâce à la présence du scénariste et vétéran de l'animation Joe Ranft. Par exemple c'est une lampe Luxo (non vivante), en hommage à Luxo Jr., qui fait tomber Buzz et non Woody. Le film est allongé avec une introduction dans laquelle on voit Andy jouer avec Woody pour apporter plus de sentiments. Pour des besoins de réalisme, ou une « crédibilité émotionnelle » selon Steve Daly, du film, de nombreux éléments secondaires ont été créés, le meilleur exemple étant la publicité pour Buzz l'Éclair.
Katzenberg redémarre alors la production en février 1994,. Aucun employé n'a donc été licencié. Les acteurs ont dû revenir en mars pour enregistrer les textes du nouveau scénario. Mais Katzenberg refuse que le titre final du film comporte le terme Toy (« jouet ») par peur de repousser le public adolescent. En raison de désaccords avec Michael Eisner, alors PDG de Disney, Jeffrey Katzenberg quitte Disney et son remplaçant ne s'oppose pas à l'usage du titre Toy Story.

### Animation et équipement
Entre le début de la production et 1994, l'équipe de 24 personnes a grossi pour atteindre 110 personnes,. En comparaison, Le Roi lion, sorti en 1994, avait un budget de 45 millions de dollars et une équipe de 800 personnes. David Price détaille ainsi l'équipe : 27 animateurs, 22 directeurs techniques, 61 artistes et ingénieurs. Mais de nombreux artistes étaient en réalité employés par une société commune à Disney et Pixar nommée Hi Tech Toons.
Durant la production, l'équipe de Pixar a fait le choix de ne pas reproduire la réalité en cherchant à en faire une réplique exacte mais de créer un monde hyperréel. Lasseter a dit à propos du défi que représentait l'animation par ordinateur : « Chaque feuille et chaque brin d'herbe ont dû être créés. » Ce principe est compréhensible avec l'exemple des soldats en plastique. Bien qu'ils ne bougent ni comme de vrais soldats ni comme les jouets en plastique qu'un enfant manipule, ils agissent comme des soldats en plastique vivants. Lui et son équipe avaient pour souci majeur de rendre les jouets authentiques et vivants :

« La qualité du jeu des personnages de Toy Story parvient à vous faire croire que les jouets sont vivants. Après avoir vu le film, vous ne regarderez plus jamais vos jouets ou ceux de vos enfants comme avant. Finalement, Toy Story n’est peut-être pas une histoire imaginaire... »

— Ralph Guggenheim, producteur du film
L'organisation de l'équipe était comme une chaîne de montage similaire à celle en vigueur chez Disney.

#### Conception graphique
Le département artistique conçoit les personnages, les décors et tous les objets. La création du film a commencé grâce à des storyboards animés qui aidaient les 27 animateurs travaillant sur le film à concevoir les personnages. L'animation par ordinateur de chaque personnage est passée par une première étape, où chaque personnage a soit été créé avec de la pâte à modeler, soit été modélisé sur un schéma dessiné à l'ordinateur.
Le service de la conception graphique dirigé par Ralph Eggleston et comprenant Bob Pauley, Bill Cone, Tia Kratter et Robin Cooper a eu la charge du niveau de détail des scènes, de la lumière d'ambiance générale au plus petit détail des accessoires. Des détails à peine visibles comme les rayures sur plinthes ou un réveil déréglé et clignotant dans la chambre d'Andy ont été ajoutés pour donner l'impression d'un monde réel.

#### Modélisation et cadrage
Ces éléments sont modélisés en 3D par l'un des directeurs techniques soit à partir d'un cahier des charges soit d'une sculpture pour les éléments plus complexes (certains jouets ou les humains). Les modèles 3D sont agrémentés de contrôles, ou variables d'animation, afin de définir leurs mouvements et les conséquences d'un mouvement sur leur forme. Woody a été modélisé par Bill Reeves et Buzz par Eben Ostby. Les cadreurs ont aussi été chargés de redimensionner les éléments créés par les artistes, parfois de créer plusieurs versions d'un même modèle comme le bureau d'Andy dont les détails du bois apparaissent quand Woody monte dessus.
Ensuite, le département artistique définit une scène avec sa palette de couleurs et son éclairage et le département du cadrage positionne les modèles dans la scène et les mouvements de caméra. Il n'a fallu pas moins de neuf sources différentes de lumière pour Woody lorsqu'il regarde par la fenêtre Buzz qui vient de tomber, en raison de l'heure, celle du coucher de soleil.
À plusieurs reprises, le film use de miroirs, de reflets et autres surfaces réfléchissantes (casque de Buzz, rétroviseur, etc.). Ce rendu a été obtenu grâce à la création d'un environnement mappé dans un cube. Les images éléments de la scène sont projetées sur les faces intérieures d'un cube qui entoure les personnages ; le miroir ne fait alors que réfléchir une des faces du cube sans être obligé de recréer les éléments.
La scène finale, une course poursuite pour rejoindre la voiture de la famille d'Andy, a nécessité la création d'un décor très important. Pour simplifier leur tâche, l'équipe a créé un jeu de modèles réutilisables constitué de 14 maisons et 15 terrains paramétrables en couleur, implantation et décors de jardin, pour un total de 125 déclinaisons.

#### Animation et synchronisation sonore
Le département d'animation (3D) applique alors les principes de base de l'animation pour donner vie aux personnages. Une fois que les animateurs avaient le modèle d'un personnage, les articulations et les mouvements ont été codés, permettant à chaque personnage de se déplacer de diverses manières, de parler, marcher ou sauter. Chaque articulation, avec le code qui lui est associé, est nommée avar (en) (animation variable),. Une fois le personnage et ses avars créés, les animateurs avaient souvent la charge de chercher à « briser » le personnage, pousser les avars à l'extrême pour détecter les éventuels bugs.
Chez Pixar, à l'inverse des habitudes de Disney, un animateur gère une scène en entier et non un personnage durant tout le film ; toutefois, il y a quelques exceptions. Pour la scène dans la station service, Woody a été animé par Mark Oftedal et Buzz par Guionne Leroy. L'animateur définit des points clés de l'animation, la machine générant les étapes intermédiaires.
De tous les personnages, Woody a été le plus complexe puisqu'il a nécessité la création de 723 mouvements possibles, dont 212 pour le visage et 58 pour la bouche,.
Lasseter a fait le choix de ne pas faire générer les mouvements des lèvres. Pour synchroniser la voix des acteurs avec les personnages, les animateurs ont passé une semaine par trame de 8 secondes à repasser en détail sur la bouche des personnages et sur leurs expressions.
Après cela, les animateurs ont compilé les scènes et développé un nouveau storyboard avec les personnages animés par ordinateur. Les animateurs ont ensuite ajouté des ombres, de l'éclairage, des effets visuels, et enfin — grâce à 300 processeurs informatiques — ont donné au film son apparence finale,. L'équipe responsable des textures, dirigée par Tom Porter, a utilisé l'outil de texturage de RenderMan, le RenderMan Shading Language. L'équipe responsable des éclairages, la plus importante en nombre et dirigée par Galyn Susman et Sharon Calahan, a eu à sa disposition de nombreuses possibilités techniques allant des éclairages standards (vie courante), professionnels (cinéma) mais aussi des lumières sans ombres, d'autres n'éclairant qu'un seul objet ou encore des projecteurs d'ombres.

#### Matériel informatique et post-production
Afin de réaliser le rendu de Toy Story, Pixar a utilisé une ferme de serveurs, la Renderfarm. Le film a utilisé un affichage à la résolution de 1 536 × 922 pixels avec un pixel représentant un carré d'un demi-centimètre pour un écran de salle de cinéma standard. Grâce à l'utilisation de l'anticrénelage pour adoucir les traits, une résolution plus grande, estimée à plusieurs milliers de lignes, n'a pas été nécessaire.
Au cours de la post-production, le film a été envoyé à Skywalker Sound, où les effets sonores ont été mélangés avec le thème musical. Une séance de test en public a été réalisée à San Rafael en 1993.

### Personnages

#### Buzz l'Éclair et le Shérif Woody
L'apparence de Buzz l'Éclair est basée sur les combinaisons portées par les astronautes du programme Apollo et les figurines G.I. Joe,. Sa mentalité rigide et son inflexibilité, mais aussi sa force de caractère sont dus à la matière qui le compose, du plastique rigide.
Le deuxième personnage, initialement une poupée de ventriloque, a été changé en une poupée cow-boy, le shérif Woody, nommée d'après l'acteur américain de westerns Woody Strode. En apparence, Woody est très relaxé, détendu, avec un aspect attachant et des valeurs qui nous poussent à avoir confiance en lui. Au contraire de Buzz, Woody n'a pas un moral d'acier ; quand son mental flanche, son corps fait de même, c'est à relier au fait que c'est une poupée en tissu.
Plus de deux mille croquis de Woody et mille de Buzz ont été nécessaires avant d'aboutir aux personnages que l'on connaît, choisis par John Lasseter. Graphiquement, les deux personnages ont été conçus avant que Tim Allen et Tom Hanks ne donnent leurs voix ; mais selon Bonnie Arnold, plus ils prêtaient leur voix, plus Buzz et Woody donnaient l'impression d'être Allen et Hanks. Finalement, Woody comprend plus de 1 500 avars, bien plus que les 18 de Luxo Jr.

#### Autres jouets
Le caractère mécontent de M. Patate est, comme l'explique Lasseter, dû à son intégrité physique, les éléments de son visage tombant à longueur de journée, motif légitime de mécontentement. Ceci fait en plus un parallèle avec l'expression américaine « a chip on his shoulder » qui désigne un mécontentement, une rumination pour la personne qui doit porter « une écharde (chip) sur son épaule », étant donné que chip signifie également « tranche » et que c'est de là que vient le mot « chips ».
La fragilité de la poupée de porcelaine La Bergère induit la douce romance avec Woody et ses mouvements délicats, sinon elle casse. Pour Bayonne, comme on place souvent une tirelire en hauteur sur une étagère, il éprouve un sentiment de supériorité et, en liaison avec l'expression « two cents matters », pense avoir souvent raison. Techniquement les deux personnages sont identiques au niveau informatique, un assemblage de formes simples à la surface lisse mais grâce au logiciel d'ombrage, qui gère la façon dont une source lumineuse arrive sur une surface, la texture, la « peau » de Bayonne et celle de la Bergère sont totalement différentes.
Pour Rex, ses articulations peu nombreuses et limitées l'éloignent des monstres de Jurassic Park (1993) ce qui le rend rigide mais aussi provoque son manque de confiance en lui. Sa présence dans le film était justifiée par la forte popularité des dinosaures et du Tyrannosaurus rex. Afin de renforcer le fait que ce soit un jouet, la texture de sa peau au niveau du cou se brise quand il tourne la tête, qui comme c'est un jouet bouge d'un seul bloc. Zigzag, en raison de sa difficulté à se mouvoir par lui-même, a un caractère de suiveur. À l'origine conçu comme un chien Jack Russell Terrier, joueur et nerveux, son aspect a été modifié avec le choix de l'acteur Jim Varney, ses oreilles ont été allongées, assouplies et déplacées du haut du crâne vers le côté, ses yeux ont été mis en berne, son cou rapetissé et il est devenu plus proche du chien de Saint-Hubert, comme Pluto.
Le colosse miniature avec des bras disproportionnés est appelé Rocky Gibraltar, c'est une figurine de catch. Pour animer les soldats en plastique, Pete Docter a demandé à une partie des artistes d'attacher chacun des vieilles chaussures à une planche et de marcher avec. Après plusieurs séries de pas et sauts dans le hall du studio, les animateurs ont réussi à imaginer les mouvements des soldats. De même, de nombreuses tentatives ont été réalisées pour comprendre l'ouverture du parachute et les mouvements lors d'une descente du second étage d'un soldat parachutiste miniature suspendu par le casque.

#### Humains et autres personnages vivants
Pour représenter les humains, le défi de l'équipe de Pixar a été comparable à celui pour Blanche-Neige et les Sept Nains (1937) car personne n'avait encore réussi à reproduire un humain convaincant, or il fallait ici en créer quatre. Le premier personnage humain le plus approchant de ce que les animateurs voulaient était le bébé dans Tin Toy. La difficulté provient surtout de la conjonction de la peau et des vêtements ; ainsi, pour reproduire les mouvements du visage et du T-shirt de Sid, garde-robe qui ne dépasse pas un total de 50 $ (dans la vie réelle), il a été nécessaire « d'afficher plus de lignes qu'un écran de contrôle aérien ».
Le chien de Sid, Scud, est animé grâce à 178 avars mais certains comme ceux des oreilles et de la queue ont été très souvent utilisés, au contraire de ceux des dents. Les jouets mutants, « réparés » par Sid, sont parmi les derniers à avoir été conçus et modelés. Et pour beaucoup ils réutilisent des éléments conçus pour les jouets d'Andy comme le torse de Rocky Gibraltar pour le mutant à tête d'insecte ou le skateboard d'Andy en version miniature pour RollerBob.

### Finalisation d'un projet au budget élevé
Le budget initial fourni par Disney était de 17,5 millions d'USD avec une sortie prévue pour 1994. Mais dès 1994, le budget de Disney atteint les 21,5 millions, et 6 millions sont encore nécessaires. De son côté, Steve Jobs, qui avait acheté Pixar pour 10 millions d'USD, a investi plus de 50 millions sans atteindre la rentabilité. Disney demande à Pixar de faire un crédit de 3 millions d'USD garanti sur les fonds personnels de Jobs. Steve Jobs tente de renflouer Pixar en faisant un partenariat avec Microsoft.
Finalement la création du film a nécessité un budget de 30 millions de dollars. Avant la sortie du film, le producteur exécutif du film Steve Jobs avait déclaré que « Si Toy Story remporte un succès modéré — disons 75 millions de $ au box-office — on [Pixar et Disney] atteindra le seuil de rentabilité. S'il en recueille 100 millions, on gagnera de l'argent. Mais si c'est un vrai blockbuster et qu'il rapporte 200 millions ou à peu près, on va se faire beaucoup d'argent. » Le président de Disney Michael Eisner avait lui déclaré que « La technologie est brillante, les voix sont inspirées et je pense que l'histoire va toucher la corde sensible des gens. Croyez-moi, lorsqu'on a pour la première fois accepté de travailler ensemble, on ne pensait vraiment pas que leur premier film serait notre sortie de l'été 1995 ».

### Promotion
En décembre 1994, Guggenheim rencontre un directeur de Disney Consumer Products (DCP) et découvre l'absence d'une gamme de produits dérivés. Cette absence était due à un calendrier chargé en productions chez Disney, avec Pocahontas (1995) et Le Bossu de Notre-Dame (1996) ainsi qu'à une incompréhension, d'après laquelle Toy Story n'aurait pas de personnages originaux.
En janvier 1995, Peter Schneider annonce la sortie de Toy Story pour novembre 1995 ne laissant que la moitié du temps habituel pour concevoir une gamme. De plus, Mattel et Hasbro déclinent l'offre de produire des jouets. Disney trouve un fabricant qui accepte de produire les jouets, Toy Fair, une société de Toronto avec une succursale en Chine nommée Thinkway Toys, spécialisée dans les tirelires parlantes. C'est aussi en janvier que Lasseter rencontre Albert Chan, propriétaire de Thinkway et principal créateur. Chan propose une gamme de jouets basée sur des figurines de 6 pouces (15,2 cm), moitié moins que le format des G.I. Joe souhaité par Lasseter pour Buzz. Chan répond que ce format ne se fait plus mais Lasseter insiste arguant que le public voudra les personnages du film. Début mars, Chan revient avec des figurines, 12 pouces (30,5 cm) pour Buzz et 15 pouces (38,1 cm) pour Woody et Lasseter l'emmène dans une salle de projection du studio où le film était projeté. Selon les souvenirs de Lasseter, les employés du studio sont alors devenus hystériques. Eben Osby, modeleur de Buzz, a bondi de son siège, traversé la salle en courant pour prendre la figurine des mains de Lasseter. Mais les chaînes de magasins n'ont pas partagé l'enthousiasme des employés : Walmart ne commercialisa pas la figurine, Toys "R" Us et Disney Store n'ont eux commandé pour les États-Unis que 60 000 figurines de Buzz et 45 000 de Woody. Lasseter demanda la création de 250 000 figurines de chaque, menaçant de les produire à ses frais. Une semaine avant la sortie du film, ce stock était déjà écoulé. Les commandes de figurines de Buzz ont atteint les 1,6 million après une semaine de diffusion. En 2007, on comptait 25 millions de figurines vendues, tous personnages confondus.
Toy Story a été au centre d'une grande campagne de marketing avant sa sortie qui mettait en avant des images du film, par exemple sur les emballages alimentaires. Une grande diversité de produits dérivés est sortie durant l'exploitation en salles du film et durant sa sortie en VHS dont des jouets, des vêtements ou des chaussures.
Disney a dépensé 20 millions de dollars pour le marketing autour du film ; Burger King, PepsiCo, Coca-Cola et Payless ShoeSource ont eux dépensé 125 millions de dollars dans des opérations mettant en jeu la promotion autour du film,. The New York Times détaille quelques-unes des dépenses : 45 millions de dollars pour Burger King, 75 à 80 millions de sachets promotionnels chez Frito-Lay, filiale de PepsiCo, tandis que Coca-Cola a proposé des promotions sur la gamme Minute Maid (alors en perte de vitesse).
Un consultant marketing a dit à propos de cette promotion : « Comment un enfant, assis devant un film d'une heure et demie mettant en scène une foule de jouets reconnaissables à l'œil, pourra ne pas vouloir en posséder un ? ».

## Chansons du film et bandes originales
Version originale,
Classements :
- 1995 : États-Unis Billboard 200[107] : meilleure position, 94e

Version française

## Sortie et accueil

### Sortie au cinéma
La première de Toy Story a eu lieu le 19 novembre 1995 à Hollywood, en Californie dans le El Capitan Theatre. Cette salle appartenant à Disney, un espace a été transformé en un petit parc à thème consacré à Toy Story sur trois niveaux avec une course d'obstacles avec les pieds attachés comme les soldats en plastique et une pizzeria digne de Pizza Planet.
La sortie nationale aux États-Unis a eu lieu le 22 novembre 1995, date du début du week-end de Thanksgiving. Le film était initialement projeté dans 2 281 cinémas, avant que ce chiffre n'atteigne les 2 574 cinémas. Toy Story est resté en salles durant 37 semaines. Il a aussi été projeté, hors-compétition, durant la Berlinale du 15 au 26 février 1996. Le tout premier court-métrage de Pixar, Les Aventures d'André et Wally B., était projeté avant chaque diffusion du film dans tous les cinémas.

### Premières
Sauf indication contraire, les informations mentionnées dans cette section peuvent être confirmées par la base de données cinématographiques IMDb,  présente dans la section « Liens externes ».
- États-Unis : 19 novembre 1995 (avant-première à Los Angeles), 22 novembre 1995 (sortie nationale)
- Canada : 22 novembre 1995
- Australie : 7 décembre 1995
- Brésil : 22 décembre 1995
- Corée du Sud : 23 décembre 1995
- Argentine et Colombie : 25 décembre 1995
- Hong Kong : 16 février 1996
- Singapour : 7 mars 1996
- Suède : 8 mars 1996
- Espagne : 14 mars 1996
- Norvège : 15 mars 1996
- Allemagne, Mexique : 21 mars 1996
- Danemark, Italie et Royaume-Uni : 22 mars 1996
- Japon : 23 mars 1996
- France et Belgique : 27 mars 1996
- Finlande, Portugal et Suisse : 29 mars 1996
- Pays-Bas : 4 avril 1996
- Grèce, Pologne : 5 avril 1996
- République tchèque : 11 avril 1996
- Slovaquie : 18 avril 1996
- Turquie : 19 avril 1996
- Philippines : 1er mai 1996
- Estonie : 6 septembre 1996
- Israël, Kazakhstan et Russie : 1er octobre 2009 (version 3D)
- Inde : 15 janvier 2010 (version 3D)

#### Ressorties principales
Dans la plupart de ces pays, le film est ressorti dans une version en relief (projection en relief stéréoscopique) et a été présenté avec Toy Story 2, avant la sortie du troisième volet.
- Italie : 6 septembre 2009 (Festival de Venise)
- Canada, Royaume-Uni et États-Unis : 2 octobre 2009
- Mexique et Espagne : 23 octobre 2009
- Bulgarie : 30 octobre 2009
- Turquie : 8 janvier 2010
- Grèce : 14 janvier 2010
- Australie : 21 janvier 2010
- Argentine : 4 février 2010
- Pologne : 5 février 2010, version 2D
- Japon : 6 février 2010
- Pérou : 18 février 2010
- Brésil : 26 février 2010
- Singapore : 15 avril 2010
- Philippines : 21 avril 2010
- France[112], Belgique et Pays-Bas : 5 mai 2010
- Allemagne : 27 mai 2010
- Portugal : 1er juin 2010

À sa sortie, Toy Story était la seule production de Pixar qui arborait uniquement le logo de Disney, malgré la collaboration des deux entreprises sur le film. Cependant, depuis l'acquisition complète de Pixar par The Walt Disney Company en 2006, Toy Story — tout comme les autres films produits par Pixar — fait désormais figurer la marque Disney•Pixar.

### Accueil critique
Toy Story a reçu un accueil critique très favorable par les critiques du monde entier. Sur Rotten Tomatoes, le film obtient le score d’excellence de 100 % de critiques positives, avec une moyenne de 9/10 (le tout étant basé sur 89 critiques différentes). Le résumé de toutes les critiques est : « Aussi divertissant qu'innovant, Toy Story a donné le coup d'envoi à une série de films, signée Pixar, de qualité, revigorant la méthode des films d'animation ». Sur Metacritic, le film a reçu la mention « acclamation générale » (universal acclaim) avec un score de 95/100 basé sur 26 critiques. Les critiques ont salué le film pour son animation en images de synthèse, la distribution des voix et la capacité à réunir des personnes de tous âges.
Leonard Klady du magazine Variety a loué l'animation « […] tape-à-l'œil et son aspect inhabituel. La caméra tourne et bouge de façon assez vertigineuse et nous invite à reprendre notre souffle ». Roger Ebert du Chicago Sun-Times a comparé l'animation innovante du film à Qui veut la peau de Roger Rabbit, déclarant que « Les deux films mettent en pièces l'univers des effets visuels au cinéma et le reconstruisent, nous permettant de voir les choses d'une nouvelle façon ». Pour Richard Corliss du Time, l'animation du film fait de lui « la comédie la plus inventive de l'année ».
La distribution a également été félicitée par de nombreuses critiques. Susan Wloszczyna de USA Today s'est réjouie de la présence de Hanks et Allen dans les rôles principaux. Kenneth Turan du Los Angeles Times a déclaré que « Avec Tom Hanks, qui apporte […] une énorme crédibilité à Woody, Toy Story constitue l'un des films d'animation les mieux interprétés ; les acteurs font fortement ressentir leur présence ». Plusieurs critiques ont également félicité la capacité du film à réunir des personnes de tous âges, et en particulier aussi bien les enfants que les adultes,. Owen Gleiberman du magazine Entertainment Weekly a écrit :« Il a la pureté, la liberté extatique de l'imagination, c'est la marque des meilleurs films pour enfants ».

« Oui, nous nous préoccupons de ce que disent les critiques. Oui, nous nous préoccupons des chiffres que notre film va faire au box-office la première semaine. Oui, nous nous préoccupons des chiffres que notre film va faire au box-office en totalité. Mais si nous faisons tout ce que nous faisons, c'est avant tout pour divertir notre public. Je tire la plus grande joie de mon métier de réalisateur lorsque je me glisse dans une salle de cinéma anonymement et que je regarde les gens qui regardent mon film. Voir la joie sur le visage des gens, voir les gens être vraiment dans le film... est pour moi la plus grande récompense que je pourrais avoir. »

— John Lasseter
En 1995, le magazine Time a classé Toy Story à la huitième place des dix meilleurs films de l'année. En 2003, The Online Film Critics Society a désigné le film comme le meilleur film d'animation de tous les temps. En 2007 cette fois-ci, Toy Story est apparu à la 22e place du top 50 des films aux effets visuels les plus influents, dressé par The Visual Effects Society. En 2005 — sa première année d'éligibilité — le film est entré au National Film Registry. Il est donc l'un des cinq seuls films qui y sont entrés lors de leur première année d'éligibilité, avec Do the Right Thing, Raging Bull, Les Affranchis et Fargo. Il est aussi classé 99e sur le classement des 100 meilleurs films américains de tous les temps réalisé par l'AFI en 2007,,. Il est l'un des deux seuls films d'animation sur cette liste, avec Blanche-Neige et les Sept Nains. Toy Story est également apparu à la sixième place d'un autre classement de l'AFI, celui des dix meilleurs films d'animation.
Enfin, le film a été déclaré « meilleur film d'animation » à la fois par la Los Angeles Film Critics Association et le Kansas City Film Critics Circle,. Ce film fait partie de la liste du BFI des 50 films à voir avant d'avoir 14 ans établie en 2005 par le British Film Institute, intégrant même le top 10 de cette liste. Il est aussi le plus haut classé des films d'animation (99e) dans le classement du magazine Empire des 500 meilleurs films de tous les temps.

### Box-office
Durant les cinq premiers jours d'exploitation du film aux États-Unis (correspondant au week-end de Thanksgiving — l'Action de grâce), les recettes se sont élevées à 39 071 176 $US. Toy Story s'est classé premier au box-office du week-end avec des recettes de 29 140 617 $, position qu'il a maintenue les deux semaines suivantes. David Price donne les chiffres suivants : 10 millions le premier jour, 28 millions pour les trois jours du week-end, 64,7 millions au bout de 12 jours.
Le film a eu les recettes aux États-Unis les plus hautes de tous les films sortis en 1995, dont Batman Forever et Apollo 13 (avec Tom Hanks également). À l'époque de sa sortie, il constituait le troisième meilleur film d'animation en termes de recettes, après Le Roi lion (1994) et Aladdin (1992). Sans tenir compte de l'inflation, Toy Story était classé en mars 2009 à la 96e place sur la liste des films ayant fait les meilleures recettes aux États-Unis, depuis il est descendu en juillet 2010 à la 115e. Le film a eu des revenus bruts de 191 796 233 $ aux États-Unis et au Canada et de 170 162 503 $ à l'international, pour un total de 361 958 736 $. En France, Toy Story a totalisé 2 746 426 entrées, faisant de lui le huitième plus grand succès en France de l'année 1996.
Le tableau suivant dresse un bilan du nombre d'entrées qu'avait effectué le film dans différents pays d'Europe au 1er janvier 1997.
| Pays      | Nombre d'entrées |                    | Pays      | Nombre d'entrées |
| --------- | ---------------- | ------------------ | --------- | ---------------- |
| Allemagne | 2 620 372        |                    | Italie    | 781 262          |
| Autriche  | 266 000          | Luxembourg         | 15 900    |                  |
| Belgique  | 376 862          | Norvège            | 130 382   |                  |
| Bulgarie  | 21 985           | Pays-Bas           | 400 783   |                  |
| Danemark  | 351 775          | Pologne            | 520 077   |                  |
| Espagne   | 2 491 776        | République tchèque | 123 157   |                  |
| Finlande  | 141 269          | Roumanie           | 31 861    |                  |
| France    | 2 729 174        | Royaume-Uni        | 6 242 300 |                  |
| Hongrie   | 178 000          | Suède              | 474 228   |                  |
| Islande   | 32 430           | Suisse             | 184 292   |                  |

### Sortie en vidéo
Toy Story est sorti en VHS et Laserdisc le 29 octobre 1996, sans bonus. Durant la première semaine après sa sortie, les recettes des locations de VHS s'élevaient à 5,1 millions de dollars, faisant de Toy Story le numéro un des vidéos de la semaine. Plus de 21,5 millions de VHS ont été vendues la première année,. Le 11 janvier 2000, il est sorti en VHS dans la série Gold Classic Collection, avec Tin Toy en bonus ; ces cassettes se sont écoulées à 2 millions d'unités. Sa première sortie en DVD remonte au 17 octobre 2000, où il était inclus dans un pack avec Toy Story 2 (avant d'être plus tard disponible individuellement). Également le 17 octobre 2000, un ensemble de trois DVD est sorti, l’Ultimate Toy Box, composé de Toy Story, Toy Story 2 et un DVD de bonus. Le 6 septembre 2005, un double-DVD en l'honneur du dixième anniversaire de la série est sorti, contenant une grande partie des bonus de l’Ultimate Toy Box.
Toy Story a été disponible en format Blu-ray pour la première fois dans le Special Edition Combo Pack qui contenait deux disques : le film en format Blu-ray et le film en format DVD, et qui est sorti le 23 novembre 2010.
- 8 mars 1997 : VHS avec recadrage 4/3 et Laserdisc avec format 16/9
- 7 novembre 2000 : DVD avec format 16/9
- 22 novembre 2000 : édition 3 DVD, édition 2 DVD avec Toy Story 2 et DVD Collector avec format 16/9
- 2001 : double DVD Collector et DVD simple avec format 16/9
- 5 novembre 2001 : coffret 3 DVD (ou VHS) avec format 16/9 (ou 4/3)
- 7 novembre 2002 : Pixar 4 DVD avec format 16/9
- 23 novembre 2005 : double DVD Collector et coffret 4 DVD avec format 16/9
- 7 décembre 2005 : Pixar 14 DVD avec format 16/9
- 26 avril 2006 : DVD avec format 16/9
- 23 mars 2010 : disque Blu-ray (Amérique du Nord)
- 7 avril 2010 : disque Blu-Ray (France)

## Distinctions
Récompenses
- Oscars 1996 : Oscar spécial à John Lasseter « pour sa direction inspirée de l'équipe de Pixar/Toy Story ayant conduit à la réalisation du premier long-métrage d'animation en images de synthèse »[143].
- Annie Awards 1996 : Meilleur film d'animation, Meilleure animation (Pete Docter), Meilleure réalisation (John Lasseter), Meilleure musique (Randy Newman), Meilleure production (Bonnie Arnold et Ralph Guggenheim), Meilleure direction artistique (Ralph Eggleston), Meilleur scénario (Joel Cohen, Alec Sokolow, Andrew Stanton et Joss Whedon) et Meilleure réussite technique[144].
- ASCAP Award 1996 (Randy Newman)

Nominations
- Oscars 1996 :
  - Meilleure musique de film
  - Meilleure chanson originale (You've Got a Friend in Me)
  - Meilleur scénario original[145].
- Golden Globes 1996 :
  - Meilleur film musical ou de comédie
  - Meilleure chanson originale (You've Got a Friend in Me)[146].
- Blimp Award 1996 (Kids' Choice Awards[147]) du film préféré
- MTV Movie Award 1996 : Meilleur duo à l'écran (Tom Hanks, Tim Allen)
- BAFTA 1997 : Meilleurs effets spéciaux (Eben Ostby, William Reeves)

## Analyse et héritage
Ce premier long-métrage des studios Pixar marque un tournant dans l'histoire du dessin animé : c'est le premier film entièrement réalisé en images de synthèse 3D ; coproduit par les studios Disney, il inaugure une suite de succès parmi lesquels 1 001 Pattes (1998), Toy Story 2 (1999), Monstres et Cie (2001), Le Monde de Nemo (2003), Les Indestructibles (2004), Cars (2006), Ratatouille (2007), WALL-E (2008), Là-haut (2009) et Toy Story 3 (2010).

### De nombreux clins d'œil

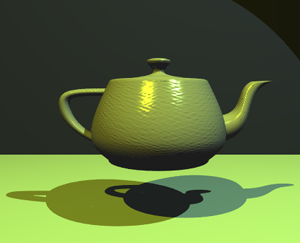
La théière de l'Utah.

Amorçant une tradition chez les studios Pixar, Toy Story renferme de multiples clins d'œil à l'industrie du cinéma. Par exemple, la théière qu'utilise Hannah quand elle joue avec Buzz est une réplique de la théière de l'Utah, modèle utilisé dans la synthèse d'image 3D qui est devenu un objet standard de référence dans la communauté de la synthèse d'image. De nombreux clins d'œil sont plus particulièrement portés sur l'entreprise Disney. Lorsque Buzz veut prouver à Woody qu'il sait voler, une image de Mickey Mouse est cachée sur une réplique géante de montre. Enfin, vers la fin du film, quand Woody et Buzz arrivent près de la voiture d'Andy en roulant et qu'on les voit dans le rétroviseur, on peut entendre la chanson Hakuna matata du film d'animation Le Roi lion, sorti un an auparavant.
Le film est aussi parsemé de références à l'histoire de Pixar et à ses courts métrages passés. Quand le livreur de Pizza Planet entre dans la station-service Dinoco, il demande où se situe le West Cutting Boulevard. C'était en fait l'adresse des studios d'animation Pixar à Richmond (Californie), à l'époque de la réalisation du film. Depuis 2000, les studios ont déménagé à Emeryville (Californie). La lampe de bureau et le ballon jaune avec une étoile rouge font référence au premier court-métrage de Pixar, Luxo Jr. (1986),. Dans la scène où Woody invite les jouets à se trouver un partenaire de déménagement, on peut apercevoir en arrière-plan sur une étagère un livre intitulé Tin Toy dont l'auteur mentionné est Lasseter (une référence à John Lasseter). C'est de ce court-métrage réalisé en 1988 par Lasseter que Toy Story est inspiré. On trouve aussi un livre nommé Knick Knack, autre court métrage de Pixar, datant lui de 1989.
Toy Story marque également le début d'une longue liste d'apparitions d'objets récurrents dans les films signés Pixar. Le code A113, qui était à l'origine le numéro d'une classe de CalArts (école où ont travaillé John Lasseter et Brad Bird) et qui apparaîtra dans tous les autres longs métrages de Pixar, apparaît dans le film, sur la plaque d'immatriculation du monospace de la mère d'Andy. Figure également dans le film la compagnie Dinoco, qui sera aussi présente dans Cars et WALL-E, ainsi que la chaîne de pizzerias Pizza Planet, dont le camion apparaîtra dans la quasi-intégralité des longs métrages de Pixar. Quand Luxo Junior bouscule Buzz par la fenêtre ouverte, celui-ci pousse le célèbre cri Wilhelm qui pourra être entendu également dans Toy Story 3.
Le sol où se trouvent Woody et Buzz quand ils tentent de s'échapper de la maison de Sid fait référence à celui de l'hôtel Overlook dans Shining.

### Un film à l'influence humaniste
Différents auteurs ont vu de l'humanisme dans le film et l'ont rapproché du roman Don Quichotte,. Bruce R. Burningham a établi des comparaisons entre les personnages des deux œuvres. Ainsi, Buzz l'Éclair se rapprocherait de Don Quichotte alors que Woody est comparé à Sancho Panza. Burningham avance que ce dernier, au cours du film, éprouve des difficultés dues à ses rapports avec Buzz, un nouveau venu plein d'illusions. Rossinante, le cheval de Don Quichotte, serait devenu le vaisseau spatial accidenté de Buzz. Il souligne toutefois que Dulcinée n'a pas d'équivalent dans le film de Pixar. Pour lui, cela vient du fait que dans la tradition chevaleresque, chaque chevalier a une femme à qui il peut se confier, tandis que les codes de la science-fiction ne prévoient pas de personnage qui aurait un tel rôle vis-à-vis des rangers de l'espace.
Burningham met également en évidence un lien entre les histoires de Toy Story et de Don Quichotte : comme Don Quichotte, dont la généalogie est délibérément ambiguë, Buzz n'a pas de véritable histoire avant le début du film. Il se réveille ex nihilo de son « hypersomnolence », aussi vite qu'Alonso Quichano se découvre une nouvelle identité dans le premier chapitre. Plus loin dans le film, Buzz essaie de trouver un « vaisseau » pour revenir sur sa « planète » pendant que Woody tente de trouver un moyen de revenir avec Buzz dans la chambre d'Andy, et ce en se servant des illusions de Buzz. Pour Burningham, cette situation est calquée sur le schéma narratif du roman de Cervantes, où Sancho, tout comme Woody, apprend vite à se servir des rêves de son maître pour arriver à ses propres fins.

### Innovation technologique
Toy Story a eu un impact important sur l'industrie cinématographique de par le côté innovant de l'animation en images de synthèse. Après la sortie du film, diverses industries se sont intéressées à la technologie utilisée dans le film. Les fabricants de cartes graphiques ont souhaité pouvoir créer des images similaires à celles du film pour les ordinateurs personnels, les développeurs de jeu vidéo ont voulu apprendre à reproduire ce type d'animation dans leurs jeux et les chercheurs en robotique se sont penchés sur la mise en place d'une intelligence artificielle dans leurs robots pour que ceux-ci aient un comportement proche de celui des personnages du film.

D'après Jason Bosse, « tous ceux qui travaillent dans l'animation traditionnelle ont compris qu'il fallait se surpasser, faire jouer les personnages de façon plus vraie, et non pas se contenter du style traditionnel qui était appliqué depuis 20 ans » . 

« Nous n'aurions pas pu faire ce film par la voie de l'animation traditionnelle. C'est une histoire qui ne peut être racontée qu'avec des personnages en trois dimensions… Certains des plans du film sont si beaux. »

— Tom Schumacher, vice-président de Walt Disney Feature Animation

### «Vers l'infini et au-delà!»
Le personnage de Buzz l'Éclair et sa phrase phare, « Vers l'infini et au-delà ! » (au Québec, « Vers l'infini et plus loin encore ! »), ont participé à la renommée du film. Le personnage est si populaire qu'en 2008, des astronautes ont emmené une figurine de Buzz l'Éclair dans l'espace à bord de la navette spatiale Discovery pour le tournage d'un film pédagogique.
La phrase « Vers l'infini et au-delà ! » est apparue sur plusieurs tee-shirts tirés du film. De par sa grande popularité, elle a même été utilisée par quelques philosophes et mathématiciens dans leurs publications,,. En 2008, cette phrase a de nouveau fait le tour des nouvelles mondiales lorsqu'on a appris qu'un père et son fils, tout au long des 15 heures pendant lesquelles ils ont nagé dans l'océan Atlantique, avaient continuellement répété cette phrase afin de ne pas se perdre mutuellement,.
Buzz ainsi que les autres personnages du film font désormais partie de la culture populaire : Debian, un système d'exploitation libre pour ordinateur, à la suite de la décision de Bruce Perens le chef de projet de l'époque qui travaillait aussi pour Pixar, a baptisé ses versions successives des noms des personnages du film ; à savoir Buzz, Rex, Bo, Hamm, Slink, Potato, Woody, Sarge, Etch, Lenny, Squeeze, Wheezy, Jessie, Etch, Sid et Buster. Le logo en forme de spirale de Debian serait inspiré, selon Martin Krafft par la forme particulière du menton de Buzz.

## Adaptations et réutilisations

### Disques
La bande originale de Toy Story a été produite par Walt Disney Records et est sortie le 22 novembre 1995, la semaine de la sortie du film. Composée et écrite par Randy Newman, la bande originale a été louée pour sa musique « vive et remuante ». Mais en dépit de ce succès critique, l'album ne dépassera pas la place 94 du Billboard 200.
Je suis ton ami est aussi sorti sous forme de single en cassette audio et en CD le 12 avril 1996 afin de promouvoir la sortie de la bande originale. En 2006, la bande originale a été remasterisée et, bien qu'elle ne soit plus disponible en magasin, elle est achetable sur des plates-formes telles que iTunes.

### Suites etspin-offs
Toy Story a donné lieu à trois suites, Toy Story 2 (1999), Toy Story 3 (2010) et Toy Story 4 (2019) et à une série d'animation, Les Aventures de Buzz l'Éclair, dont le prologue, Buzz l'Éclair, le film : Le Début des aventures, est sorti en vidéo.
Au départ, il était prévu que la suite de Toy Story, dont le développement a commencé en 1996, sorte directement en vidéofilm. Cependant, comme l'histoire était considérée assez bonne pour ne pas sortir directement en vidéo, il a été annoncé en 1998 que la suite sortirait en salles. L'enregistrement des voix de Toy Story 2, dans lequel Woody est volé durant un vide-greniers, a vu le retour de la majorité des voix présentes dans le premier volet. La critique a encore mieux accueilli ce deuxième volet que le premier, Toy Story 2 parvenant même à décrocher un — ce qui est pourtant peu fréquent — 100 % sur le site Rotten Tomatoes, note basée sur 25 critiques. Le film a recueilli 485 015 179 $ de recettes à l'international, ce qui en faisait, en son temps, le deuxième plus gros succès des films d'animation, après Le Roi lion,.
Toy Story a également donné lieu à un spin-off directement sorti en vidéo, Buzz l'Éclair, le film : Le Début des aventures, prologue de la série Les Aventures de Buzz l'Éclair. Le film et la série suivent Buzz l'Éclair et ses amis qui tentent de maintenir la justice dans la galaxie. Bien que le film ait été critiqué car il n'utilisait pas le même type d'animation que Toy Story et Toy Story 2, près de 3 millions de VHS et DVD du film se sont vendus la première semaine de sa sortie,. La série, elle, a perduré durant deux saisons.
Toy Story 3 est sorti aux États-Unis le 18 juin 2010. L'action du film se concentre sur les jouets d'Andy, abandonnés dans une garderie après que ce dernier est parti à l'université. De nouveau, la majorité des voix des deux premiers films était encore présente pour ce troisième volet qui est, contrairement aux deux premiers, projeté en relief dans certaines salles.
Le 2 décembre 2014, ABC diffuse un épisode spécial Noël de 22 minutes intitulé Toy Story : Hors du temps (Toy Story That Time Forgot) écrit et réalisé par Steve Purcell qui met en scène les personnages de Toy Story 3 qui doivent affronter des jouets de la gamme Battlesaurs, de violents dinosaures de combats qui ignorent leur condition de jouets. Le court métrage est sorti en France en VOD le 18 mars 2017.
Le 14 août 2015, lors du D23, Pixar confirme plusieurs films dont Le Monde de Dory, Toy Story 4 et le court métrage Coco,,,. Lors de la conférence, John Lasseter confirme la présence d'une romance dans Toy Story 4 entre Woody et Bo Peep, une poupée chantante,,.

### Reprise du film en 3D
Le 2 octobre 2009, le film est re-sorti en Disney Digital 3-D, une technologie de projection en relief stéréoscopique. Aux États-Unis, Toy Story 1 et 2 sont sortis ensemble, à la manière d'un double-programme, pour une durée de deux semaines, revue à la hausse après le succès de cette reprise,. La deuxième suite du film, Toy Story 3, est aussi sortie en 3D.

« Les films et les personnages de Toy Story garderont toujours une place très spéciale dans nos cœurs et nous sommes très heureux de resservir ce film très important pour nous au public, qui pourra l'apprécier d'une nouvelle façon grâce à la technologie 3D. Avec la sortie à venir de Toy Story 3 où l'on pourra retrouver Buzz, Woody et les autres jouets de la chambre d'Andy, nous avons pensé qu'il serait bien de présenter à nouveau au public les deux premiers films d'une toute nouvelle façon. »

— John Lasseter, à propos de la reprise des premiers volets en 3D
Pour faire du film initial un film en 3D, les studios Pixar ont dû placer virtuellement une seconde caméra dans chaque scène du film, permettant d'obtenir des images à la fois pour l'œil gauche et pour l'œil droit — ce qui est nécessaire pour créer une impression de profondeur. Unique à l'animation par ordinateur, ce procédé a été qualifié par Lasseter d'« archéologie numérique ». Ce travail a duré quatre mois, et il a fallu six mois supplémentaires pour ajouter la 3D aux deux films. Le principal stéréographe Bob Whitehill a supervisé ce travail en cherchant à obtenir un rendu qui ait une influence émotionnelle sur la narration du film :

« Pour chercher les meilleures façons d'utiliser la 3D au profit de l'histoire d'un film, je regarde le film dans son ensemble. Par exemple, dans Toy Story, lorsque les jouets sont seuls dans leur monde, je voulais rendre l'impression d'un monde où l'on vit en sécurité. Et lorsqu'ils sortent dans le monde des hommes, c'est là que je fais réellement intervenir la 3D pour bien refléter le fait que ce monde est dangereux, compliqué et bouleversant. »

— Bob Whitehill
La reprise en 3D du film a obtenu de bons résultats au box-office américain, recueillant 12 491 789 $ lors du premier week-end d'exploitation, le plaçant alors troisième derrière Bienvenue à Zombieland et Tempête de boulettes géantes.

### Parcs et attractions
En novembre 1996, le spectacle sur glace Disney on Ice : Toy Story a ouvert ses portes. Y figuraient les voix présentes dans le film et la musique de Randy Newman. En avril 2008, le Disney Wonder lança la comédie musicale Toy Story: The Musical pour ses passagers.

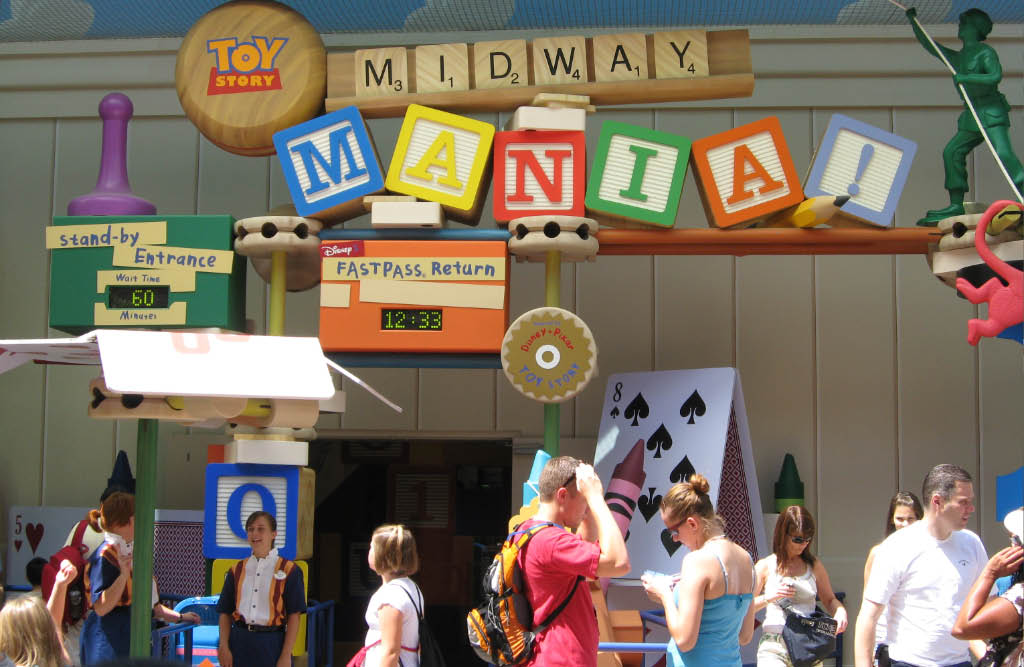
Entrée de l'attraction Toy Story Midway Mania en Floride.

Walt Disney Imagineering a développé plusieurs attractions pour les parcs Disney sur l'univers du film :
- Buzz Lightyear's Astro Blasters et Buzz Lightyear's Space Ranger Spin ;
- Toy Story Midway Mania ;
- Toy Story Playland : deux zones d'attractions similaires construites au Parc Walt Disney Studios[202] et à Hong Kong Disneyland[203] comprenant :
  - Toy Story Mission Parachute, une attraction de type tour de chute,
  - Zigzag Tour, une attraction de type Music Express,
  - RC Racer - Vitesse maximale!, une attraction de type Half-pipe ;
- il existait aussi deux restaurants thématisés d'après le Pizza Planet mais les deux ont fermés :
  - Toy Story Pizza Planet dans la zone Streets of America des Disney's Hollywood Studios de Walt Disney World Resort (Floride, États-Unis),
  - Buzz Lightyear's Pizza Planet dans la zone Discoveryland du Parc Disneyland (Paris, France).

### Jeux vidéo
Les deux logiciels Disney's Animated Storybook: Toy Story et Disney's Activity Center: Toy Story dérivés du film sont sortis pour Windows et Mac OS. Disney's Animated Storybook: Toy Story a été le logiciel le plus vendu de l'année 1996, avec plus de 500 000 unités écoulées. Deux jeux vidéo sur consoles sont également sortis pour le film : Toy Story sur Mega Drive, Super Nintendo, Game Boy et PC, et Toy Story Racer sur PlayStation (qui contient des allusions à Toy Story 2). Pixar a créé des animations originales pour tous les jeux, dont des séquences animées entières pour les titres sur PC. Dans le jeu Disney Infinity un mode aventure basé sur Toy Story est présent avec Buzz l'Éclair, Woody et Jessie en figurines.